# 八重タクシー (広島県)
有限会社八重タクシー（やえタクシー）は、広島県山県郡北広島町蔵迫に本拠を持つ路線バス・観光バス・タクシー会社である。
ホープバス協同組合に加盟。

## 運行路線

### 乗合バス

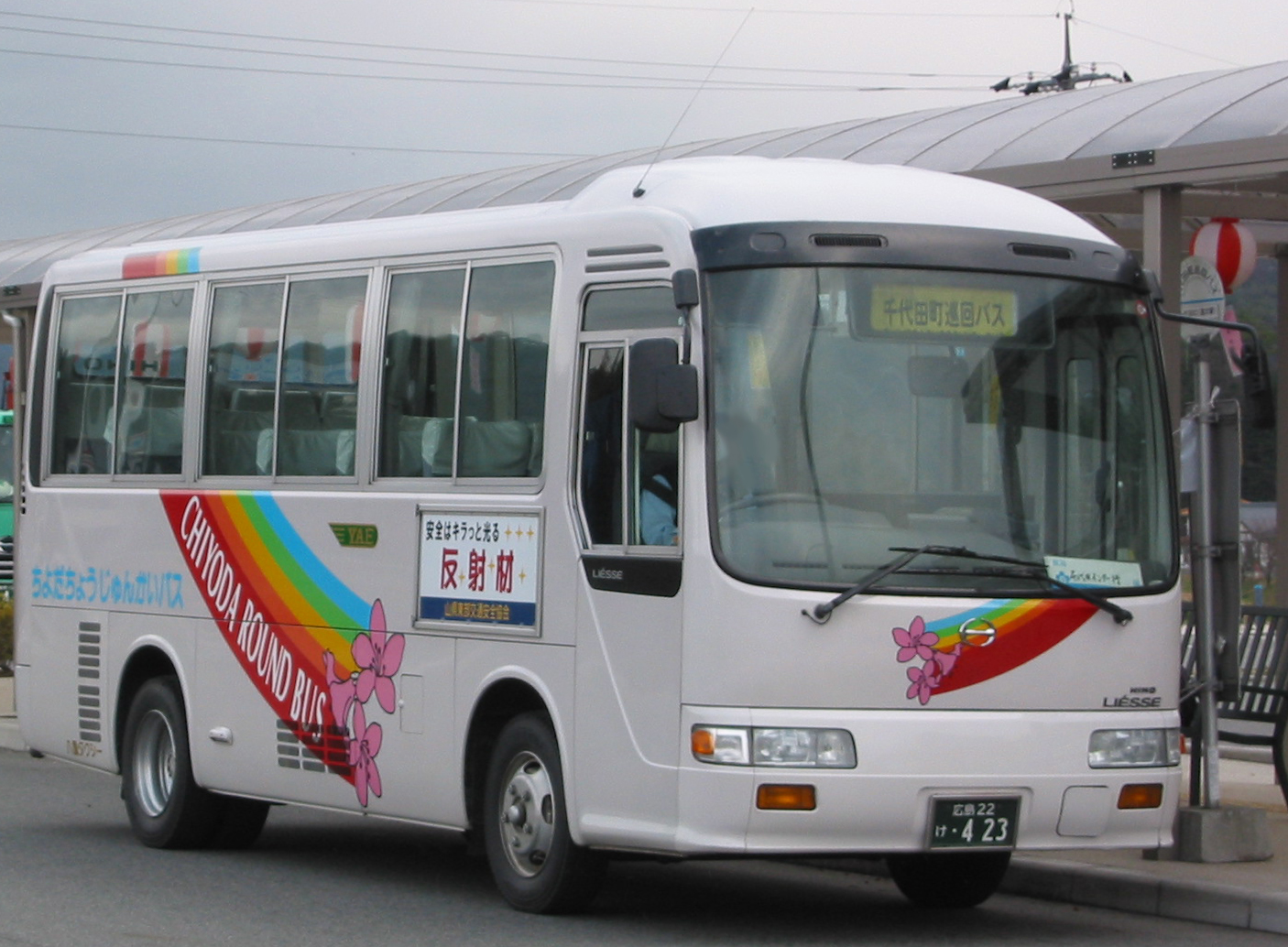
千代田巡回バスの車両（2007年）

#### 千代田巡回バス
- 運賃は以下の通りとなっている。
  - 以下の場合は大人300円、小学生・幼児150円、大人障害者等150円、小学生・幼児障害者等80円、乳児は無料。
    - 千代田地域内のみ、または八千代町域内のみの場合。

  - 千代田地域と八千代町域にまたがる場合は大人400円、小学生・幼児200円、大人障害者等200円、小学生・幼児障害者等100円、乳児は無料。
- 全便日曜日・祝日・お盆・年末年始運休。

##### 寺原今田線
- 千代田ICバスセンター - 壬生小学校 - 梅ノ木 - 運動公園 - 千代田ICバスセンター - 壬生口 - 奥今田 - 移原 - 寺原 - 奥見谷

##### 畑壬生線
- バイパス蔵迫 - 壬生口 - 千代田ICバスセンター - 運動公園 - 梅ノ木 - 壬生小学校 - 南方本郷 - 畑公民館 - 上根

### ホープタクシー千代田（乗合タクシー）
- ホープタクシーは乗合タクシーであるが、法律上は一般乗用旅客自動車運送事業（タクシー）ではなく、一般乗合旅客自動車運送事業（乗合バス）として扱われる。
- 利用の際は予約センターへの電話予約が必要となる。
- 運賃は大人500円、小学生・幼児250円、乳児は無料。
  - 北部エリア（ちよだタクシーが運行）、南部エリア（壬生交通が運行）を含む他路線への乗り継ぎの場合は大人200円、小学生・幼児100円を加算。
- 全便日曜日・祝日・お盆・年末年始運休。

#### 西部エリア
- 豊平線
  - 壬生小学校 - 千代田ICバスセンター - 壬生口 - バイパス蔵迫 - 下石 - 海応寺 - 志路原
- 寺原今田線
  - バイパス蔵迫 - 壬生口 - 千代田ICバスセンター - 壬生小学校 - 千代田ICバスセンター - 壬生口 - 奥今田 - 移原 - 寺原 - 奥見谷

### 貸切バス
- 貸切バスはホープバス協同組合加盟各社で共同配車を行っており、大型バスのボディデザインは「HOPE LINER」で統一されている。